# AFC Academy
El Association Football Club Academy es un equipo de fútbol de las Islas Turcas y Caicos que juega en la WIV Liga Premier, la liga de fútbol más importante del país.

## Historia
Fue fundado en el eño 2007 en la ciudad de Providenciales y ha sido campeón de liga en 3 ocasiones, la primera en la temporada 2009/10.
También ha sido finalista de la Copa de Islas Turcas y Caicos en dos ocasiones, pero nunca han ganado ese título.

## Palmarés
- WIV Liga Premier: 6

2009/10, 2014, 2014/15, 2018, 2019
- Copa de las Islas Turcas y Caicos: 0
  - Finalista: 2

2013, 2014